# Iglesia de Nuestra Señora la Reina de los Ángeles
La iglesia de Nuestra Señora la Reina de los Ángeles es una iglesia católica situada en Los Ángeles, California, Estados Unidos, la cual fue, hasta el 2002 dada su antigüedad la iglesia principal del centro de la ciudad. Forma parte del Monumento Histórico del Pueblo de los Ángeles, ubicado en el Centro Norte. Es conocida por los angelinos como La Placita Church, por su ubicación en la placita Olvera. La iglesia fue construida cuando la Alta California era una provincia del virreinato de Nueva España y dedicada el 8 de diciembre de 1822, con la provincia ya incorporada al Imperio Mexicano. Sirve como parroquia, además de ser un sitio de importancia cultural y todas las misas son celebradas en español.

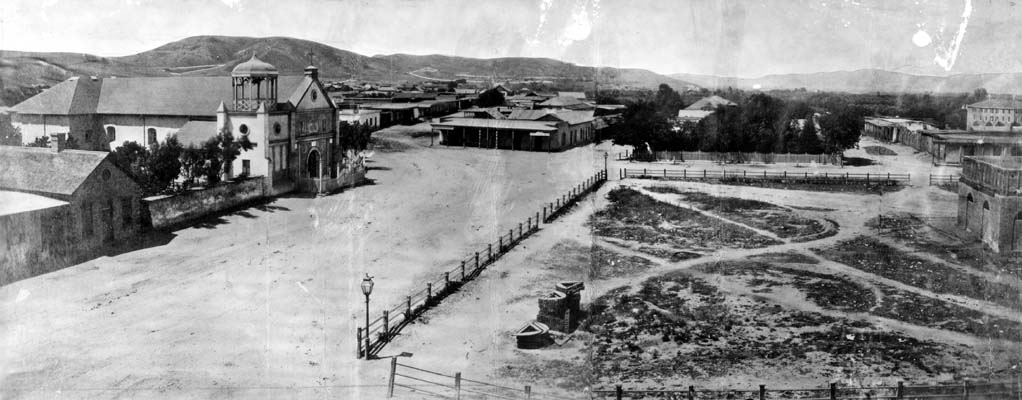
La capilla sin alterar en 1869; y la plaza vieja, hoy conocida como la Placita Olvera.

## Historia
La iglesia fue fundada el 18 de agosto de 1814 por el franciscano Fray Luis Gil y Taboada. Colocó la piedra angular de la nueva iglesia en las ruinas de adobe de la misión original, la Asistencia de Nuestra Señora Reina de los Ángeles (fundada en 1784), treinta años después de que se estableció para servir a los primeros pobladores de Los Ángeles. La nueva estructura completada se dedicó el 8 de diciembre de 1822. Una capilla de reemplazo fue construida en 1861, incorporándose el campanario. Posteriormente la capilla fue siendo ampliada, con estilo de iglesia misionera.
El edificio fue designado como uno de los tres primeros monumentos histórico-culturales de Los Ángeles en 1962. También ha sido designado como un Monumento histórico de California.

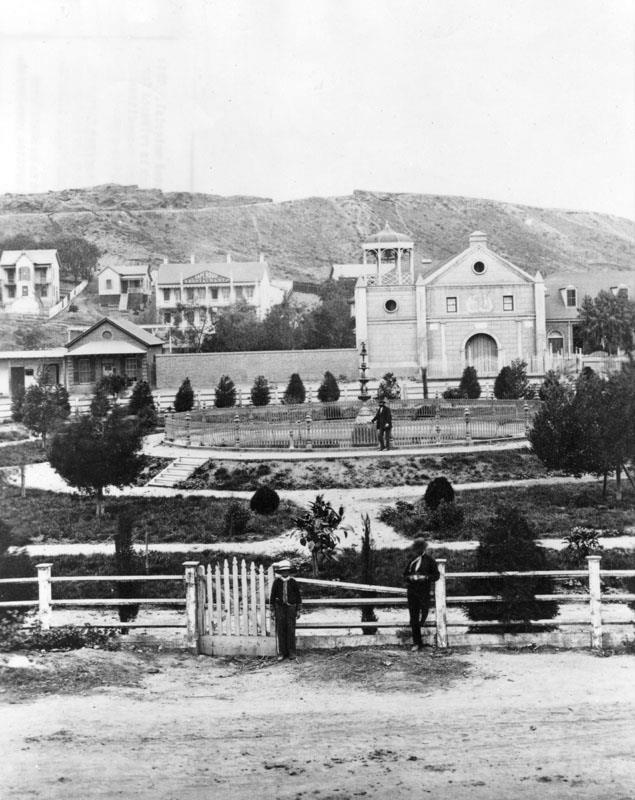
La Plaza Vieja y la iglesia en 1880.
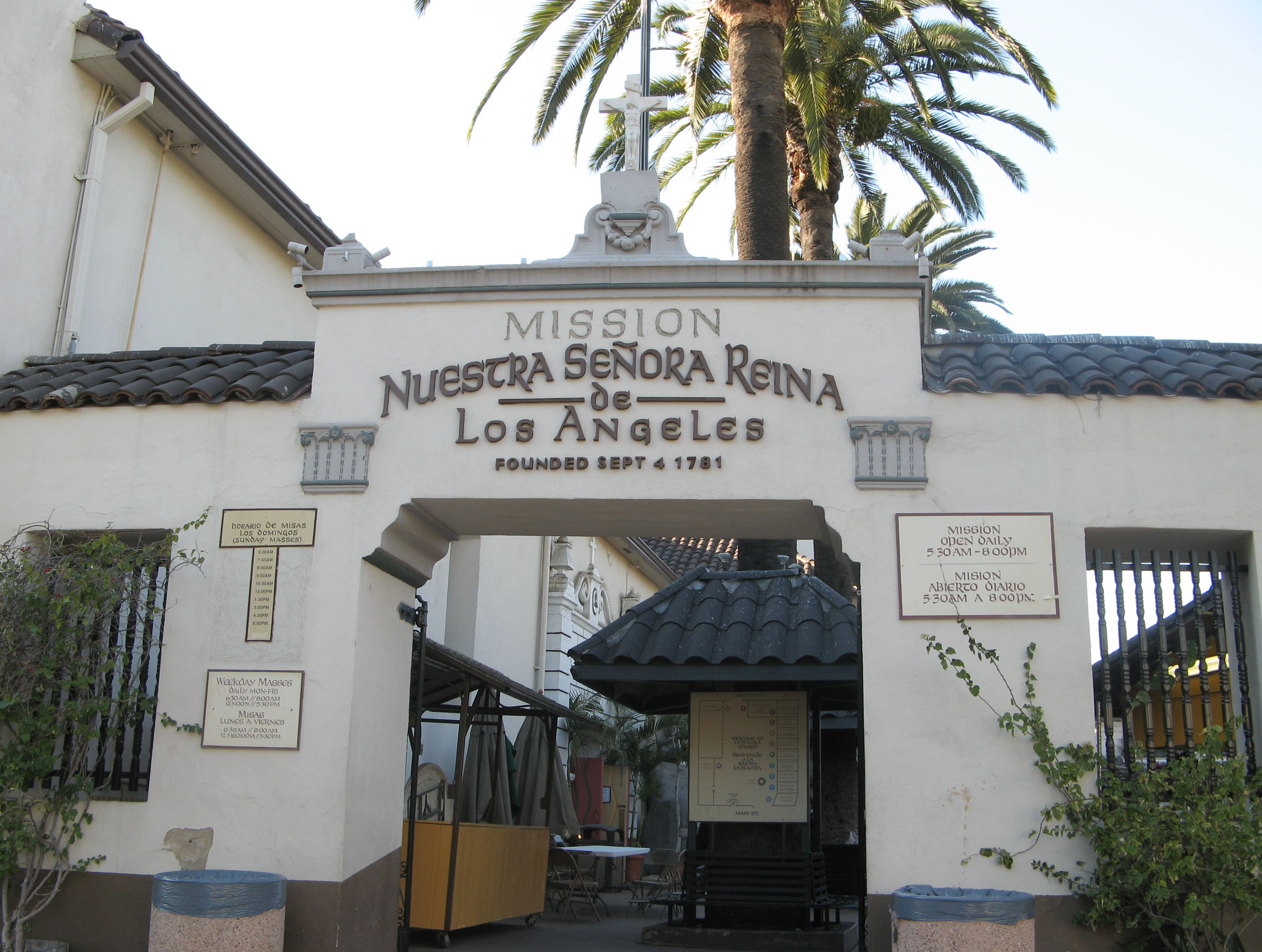
Nuestra Señora Reina de los Ángeles en 2007.
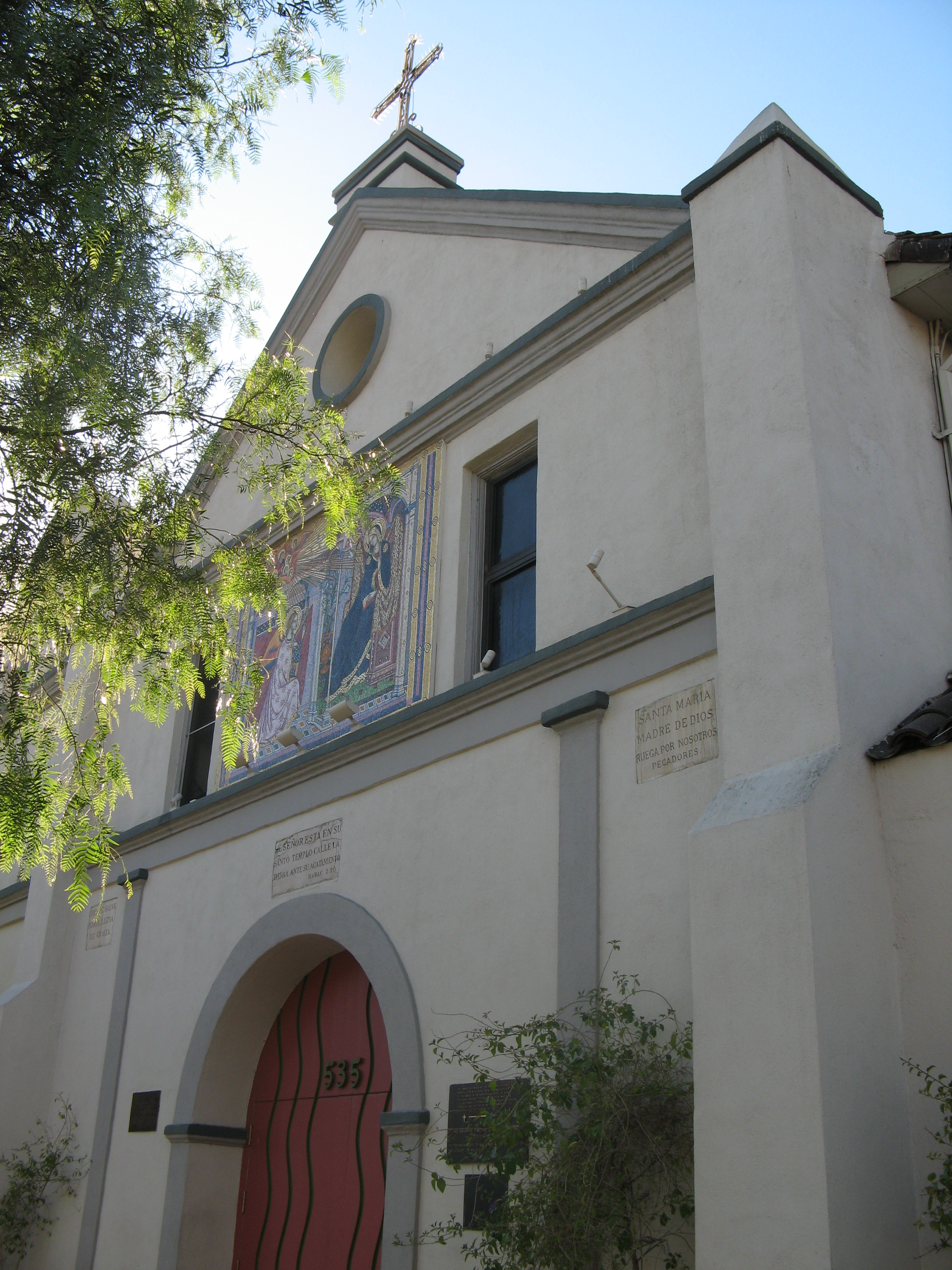
La puerta principal de Nuestra Señora Reina de los Ángeles en 2007.
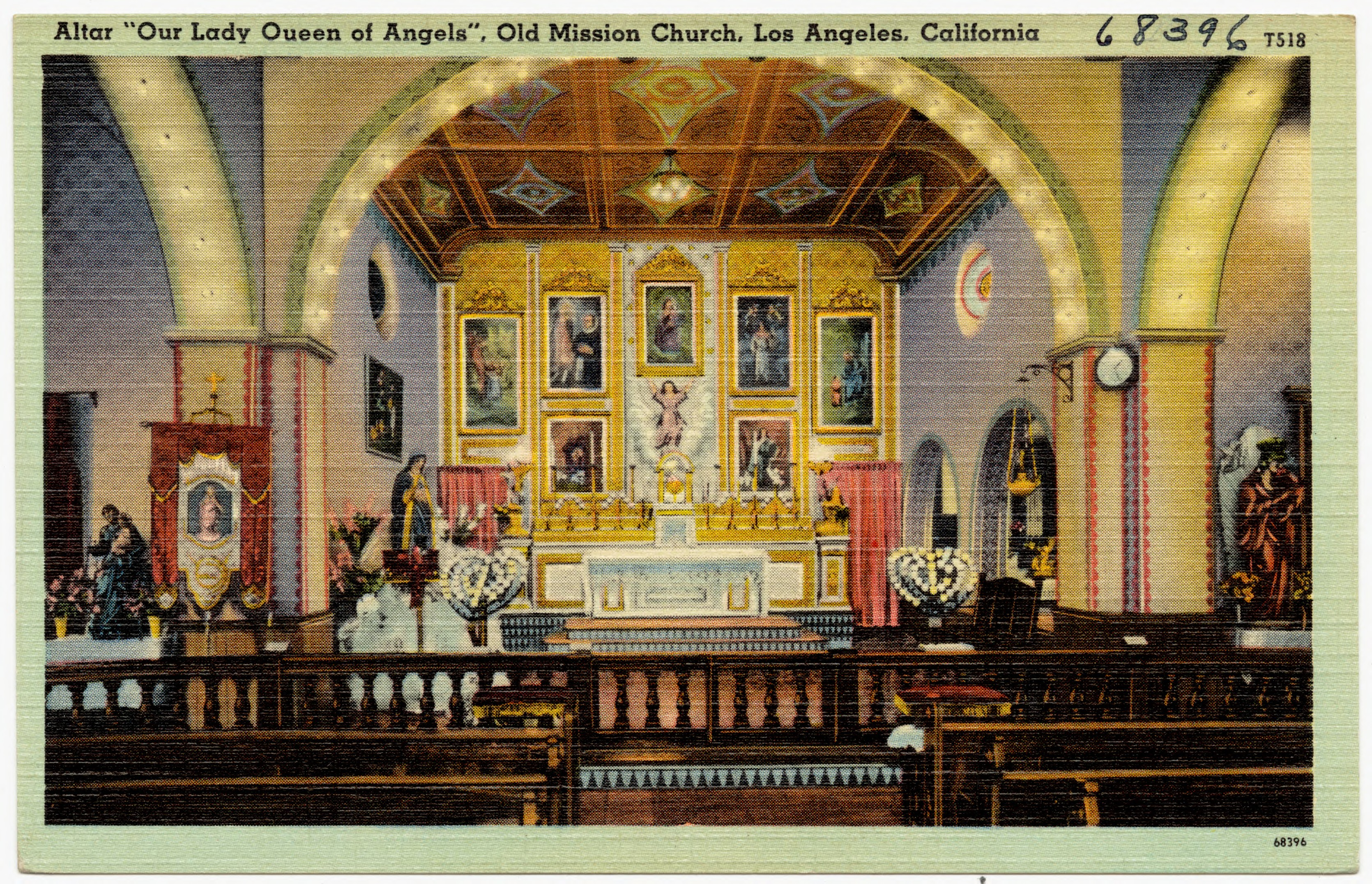
Postal de los años 1940s
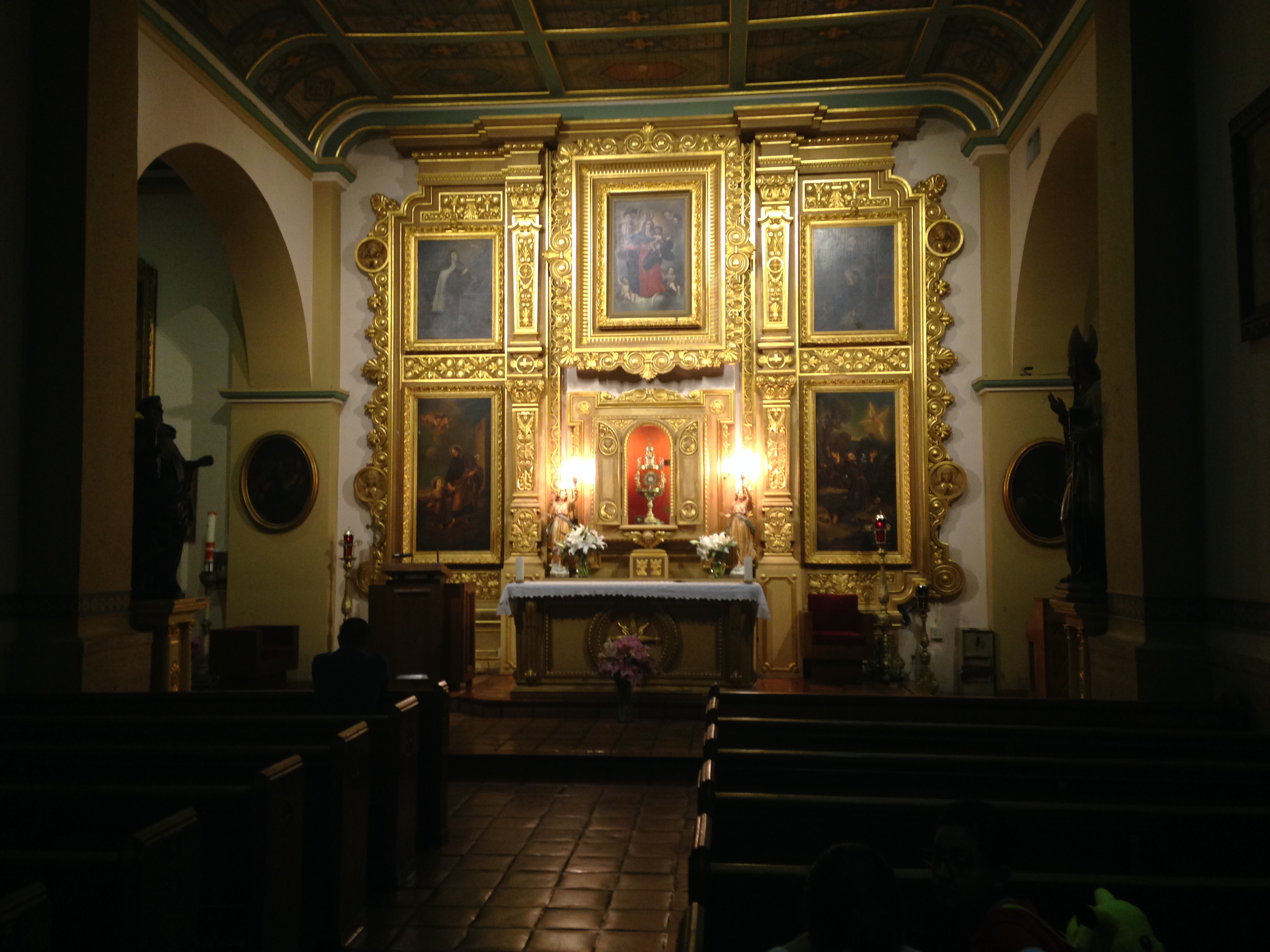
Interior en 2014.
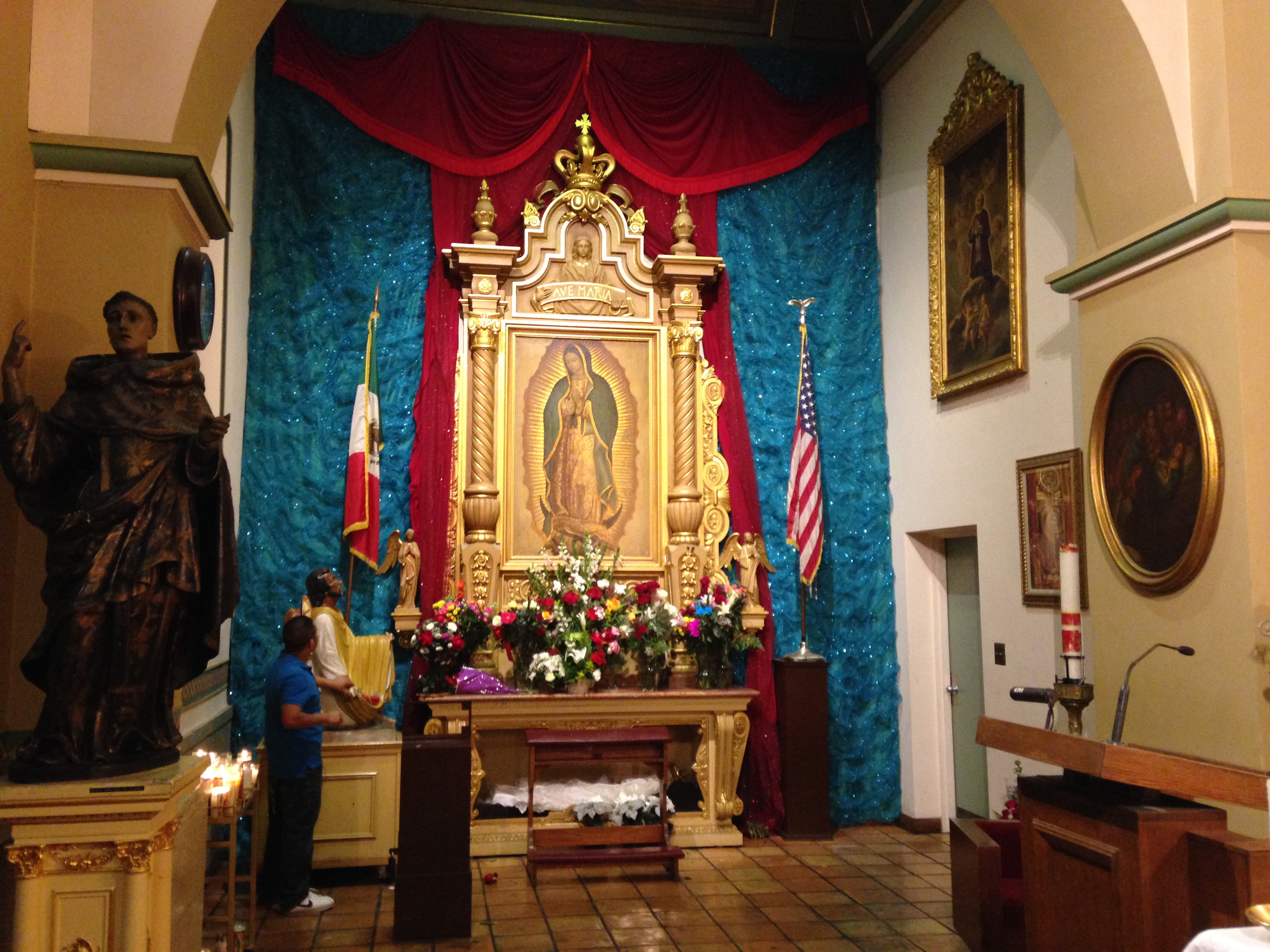
Altar a nuestra Señora de Guadalupe, lado izquierdo del altar.